# Emilio Pineda
Emilio Pineda Montes (Madrid, España; 7 de octubre de 1973) es un periodista y presentador español. 

## Trayectoria
Es licenciado en Ciencias de la Información en la Facultad de Ciencias de la Información (Universidad Complutense de Madrid) y comenzó su carrera en televisiones locales, como en Canal 7 Televisión. En 1996 empezó su andadura como reportero en Madrid directo, en Telemadrid, hasta 2005.
En verano de 2005, Ricardo Medina—creador y primer director de Madrid directo— y Luz Aldama —hasta el momento directora de Madrid directo—, director y subdirectora de España directo en TVE, adaptación nacional de Madrid directo, le proponen dar el salto al programa, siendo reportero y hombre del tiempo del programa desde Galicia.
En 2006 ficha por Mediaset como presentador de los programas El buscador de historias, Salsa rosa, Está pasando, El topo y De buena ley en Telecinco y Juegos en familia en Boing.
En septiembre de 2011 regresa a Telemadrid, a Madrid directo, como copresentador con Yolanda Maniega y Jaime Bores, aunque dejó el programa para presentar el programa El patio en CMM TV.
Tras la finalización de El patio, estuvo durante un año como director de un programa semanal de reportajes en Televisión Canaria. Posteriormente tuvo un canal en YouTube donde preparaba juegos caseros para los más pequeños, labor que compaginaba con proyectos de doblaje.
En 2015 regresa a Telemadrid como copresentador de Las claves del día con Santi Acosta hasta 2017 y desde ese año como copresentador de Madrid directo con Inmaculada Galván (09/2017-06/2021), Adela González (06/2021-11/2021) y Francine Gálvez (11/2021-).
En 2017 copresentó el especial WordPride en Telemadrid, con motivo del Día del Orgullo Gayy en 2019 —con Inmaculada Galván y Madrid directo— y 2021 —con Francine Gálvez y María López— presentó las campanadas de fin de año en Telemadrid. 

## Programas de televisión
- Televisiones locales - Canal 7
  - Play Music (1995-1996).
- Telemadrid (1996-2005; 2011; 2015-)
  - Madrid directo (1996-2005; 2011; 2017-, como reportero y copresentador).
  - Las claves del día (2015-2017, como copresentador).
- La 1 (2005-2006)
  - España directo (2005-2006, como reportero).
- Telecinco (2006-2010)
  - El buscador (2006-2008).
  - Salsa rosa (una emisión, en sustitución de Santi Acosta).
  - Un año sin Yeremi (2008).
  - Está pasando (2007-2009).
  - Natascha: caso abierto (2009).
  - El topo (2009).
  - ¡Qué tiempo tan feliz! (2009-2011).
  - De buena ley (2010).
- Boing (2011)
  - Juegos en familia (2011).
- Telemadrid (2010)
  - Madrid Directo (2011, como copresentador)
- CMM TV (2011)
  - El patio (2011).